# Gestreepte stierkophaai
De gestreepte stierkophaai (Heterodontus zebra) is een vis uit de familie van stierkophaaien (Heterodontidae) en behoort derhalve tot de orde van varkenshaaien (Heterodontiformes). De vis kan een lengte bereiken van 125 centimeter.

## Leefomgeving
De gestreepte stierkophaai is een zoutwatervis. De vis prefereert een subtropisch klimaat en leeft hoofdzakelijk in de Grote Oceaan op dieptes tussen 50 en 200 meter.

## Relatie tot de mens
De gestreepte stierkophaai is voor de visserij van beperkt commercieel belang. In de hengelsport wordt er weinig op de vis gejaagd.
De gestreepte stierkophaai is niet ongevaarlijk voor de mens; hij kan een mens verwonden.